# ケビン・アルバレス
ケビン・アルバレス（Kevin Álvarez, 1999年1月15日 - ）は、メキシコ・コリマ出身のサッカー選手。クラブ・アメリカ所属。ポジションはディフェンダー。

## 経歴

### クラブ
2019-20シーズンにCFパチューカと契約を結んだ。2019年8月16日のクルブ・プエブラ戦でデビュー。

### 代表
2021年7月3日、ナイジェリア代表との親善試合でA代表デビュー。
2022 FIFAワールドカップを戦う本大会メンバーにも選出された。

## プレースタイル
攻撃的なSBで、両足どちらからでも高精度のクロスでチャンスを作ることができる。

## 代表歴

### 出場大会
- メキシコ代表
  - 2022 FIFAワールドカップ

### 試合数
- 国際Aマッチ 15試合 1得点（2021年-2023年）[5]

| メキシコ代表 | 国際Aマッチ | 国際Aマッチ |
| 年           | 出場        | 得点        |
| ------------ | ----------- | ----------- |
| 2021         | 2           | 0           |
| 2022         | 8           | 0           |
| 2023         | 5           | 1           |
| 通算         | 15          | 1           |